# Обергфёлль, Кристина
Кристина Обергфёлль (нем. Christina Obergföll; род. 22 августа 1981 года в Ларе, Баден-Вюртемберг, ФРГ) — немецкая легкоатлетка (метание копья); чемпионка мира (2013) и двукратный серебряный призёр Олимпийских игр, призёр чемпионатов мира и чемпионатов Европы; обладательница рекорда Германии в метании копья у женщин (70 м 20 см).

## Общая информация
Муж Кристины — Борис Хенри — бывший метатель копья, в своё время выступавший за Германию, а ныне являющийся одним из тренеров национальной сборной по этому виду спорта.

## Спортивная карьера
Обергфёлль в лёгкой атлетике с 1997 года, когда она стала заниматься в спортивном центре в Люденшайде, земля Северный Рейн-Вестфалия.
В 2000 году немка в первый и в последний раз выступила на юниорском чемпионате мира, где пробилась в финал.
Переход на взрослый уровень затянулся: с 2002 года Кристина длительное время не выступала на соревнованиях из-за проблем с тазобедренным суставом. Решить все проблемы со здоровьем удалось лишь накануне афинской Олимпиады. Первая попытка выступления на столь значимом взрослом соревновании не удалась — Обергфёлль не прошла квалификацию, показав лишь 15-й результат.
Многое изменилось уже через год: немка заметно прибавила в результатах и на чемпионате мира в Хельсинки не только побила национальный рекорд в метании копья, послав снаряд за 70 метров, но и став вице-чемпионкой турнира, уступив лишь победительнице недавней Олимпиады Ослейдис Менендес
За подъёмом карьеры последовал спад: в следующему году ей не удаются столь далёкие броски, а на чемпионате Европы она не попадает даже в медальную группу. Проблемы, впрочем, относительно быстро решились и уже в 2007 году она сначала побила национальный рекорд, а затем неплохо выступила на чемпионате мира, где во второй раз стала серебряным призёром. На этот раз сильнее немки стала Барбора Шпотакова. В борьбе с чешкой прошла и пекинская Олимпиада следующего года, только на этот раз в их борьбу вмешалась Мария Абакумова, сдвинувшая Кристину на третье место того соревнования.
2009 год начинался также весьма неплохо: Обергфёлль принесла своей команде победу в метании копья на Командном чемпионате Европы, но на домашнем чемпионате мира немка выступила неудачно, показав в финале свой худший результат на подобных турнирах за карьеру и завершила соревнования на пятом месте.
В 2010 году Кристина смогла неплохо провести чемпионат Европы, обыграв обеих пекинских обидчиц, но уступила своей соотечественнице Линде Шталь. Через год — на чемпионате мира — случилась ещё одна неудача: Обергфёлль стала лишь четвёртой, уступив не только Абакумовой и Шпотаковой, совершивших свои лучшие попытки лучше рекорда немки, но и южноафриканке Сюнетте Фильюн.
Олимпийский год принёс две серебряные медали, на лондонской Олимпиаде она уступила Шпотаковой, а на предолимпийском чемпионате Европы — Вере Ребрик. Через год неудачи покинули Кристину: Шпотакова прервала выступления из-за беременности, а всех прочих Обергфёлль раз за разом обыгрывала: регулярно побеждая на коммерческих стартах немка набрала достаточный запас уверенности чтобы впервые стать лучшей и на чемпионате мира: в Москве она во второй попытке послала копьё за 69 метров, завоевав свою первую награду высшего достоинства на крупных соревнованиях; ближайшая соперница уступила её результату более двух метров.

## Статистика выступлений на крупнейших турнирах
| Год  | Соревнование                    | Город                  | Место | Вид           | Спортивный результат | Примечание      |
| ---- | ------------------------------- | ---------------------- | ----- | ------------- | -------------------- | --------------- |
| 2000 | Юниорский чемпионат мира        | Сантьяго, Чили         | 8-я   | Метание копья | 50.23 м              |                 |
| 2004 | Олимпийские игры                | Афины, Греция          | 15-я  | Метание копья | 60.41 м              |                 |
| 2005 | Чемпионат мира                  | Хельсинки, Финляндия   | 2-я   | Метание копья | 70.03 м              | Рекорд Германии |
| 2006 | Чемпионат Европы                | Гётеборг, Швеция       | 4-я   | Метание копья | 61.89 м              |                 |
| 2006 | Мировой легкоатлетический финал | Штутгарт, Германия     | 5-я   | Метание копья | 60.63 м              |                 |
| 2007 | Чемпионат мира                  | Осака, Япония          | 2-я   | Метание копья | 66.46 м              |                 |
| 2007 | Мировой легкоатлетический финал | Штутгарт, Германия     | 3-я   | Метание копья | 62.47 м              |                 |
| 2008 | Олимпийские игры                | Пекин, Китай           | 3-я   | Метание копья | 66.13 м              |                 |
| 2008 | Мировой легкоатлетический финал | Штутгарт, Германия     | 2-я   | Метание копья | 63.28 м              |                 |
| 2009 | Командный чемпионат Европы      | Лейрия, Португалия     | 1-я   | Метание копья | 68.59 м              |                 |
| 2009 | Чемпионат мира                  | Берлин, Германия       | 5-я   | Метание копья | 64.34 м              |                 |
| 2009 | Мировой легкоатлетический финал | Салоники, Греция       | 4-я   | Метание копья | 62.14 м              |                 |
| 2010 | Чемпионат Европы                | Барселона, Испания     | 2-я   | Метание копья | 65.58 м              |                 |
| 2011 | Чемпионат мира                  | Тэгу, Южная Корея      | 4-я   | Метание копья | 65.24 м              |                 |
| 2012 | Чемпионат Европы                | Хельсинки, Финляндия   | 2-я   | Метание копья | 65.12 м              |                 |
| 2012 | Олимпийские игры                | Лондон, Великобритания | 2-я   | Метание копья | 65.16 м              |                 |
| 2013 | Чемпионат мира                  | Москва, Россия         | 1-я   | Метание копья | 69.05 м              |                 |